# Caulokaempferia limiana
Caulokaempferia limiana là một loài thực vật có hoa trong họ Gừng. Loài này được Mokkamul & Picheans. mô tả khoa học đầu tiên năm 2004.